# Nouvelle gestion publique
La nouvelle gestion publique (également appelée nouveau management public, de l'anglais new public management) est une approche visant des réformes des administrations publiques ayant comme objectif d'améliorer l'efficacité de l'État et l'imputabilité de ses commettants à l'aide de méthodes s'inspirant du management privé et érigé en opposition à l'approche bureaucratique.

## Introduction
La nouvelle gestion publique, comme l'indique Desrocher, "est généralement définie comme un mouvement international de réformes des administrations publiques qui a vu le jour au début des années 1980 et qui vise une augmentation de leur efficacité organisationnelle et de leur reddition de comptes à l'aide de méthodes de gestion empruntées aux entreprises privées, à commencer par les mécanismes de type marché (MTM)." D'autres auteurs attribuent la dénomination de cette approche au début des années 1990.
La nouvelle gestion publique minimise toute différence de nature entre gestion publique et gestion privée. En conséquence, elle réclame une approche pragmatique des problèmes et un meilleur partage des rôles entre : 
- le niveau du pilotage (le pouvoir politique qui prend les décisions stratégiques et fixe les objectifs) ;
- le niveau d'exécution (le pouvoir de l'administration ou du gestionnaire qui prend les décisions opérationnelles).

Ceci afin d'améliorer le rapport coût/efficacité du service grâce à une modernisation accrue et un plus grand pragmatisme de gestion au sein des administrations publiques.[Quoi ?]
En Europe, selon Denys Lamarzelle, la Commission et la réglementation européenne s'efforcent de promouvoir un nouveau cadre et un nouvel esprit[Quoi ?] de gestion publique basée sur la culture du résultat[Quoi ?], même si cette culture se décline différemment à l'intérieur de chaque État[En quoi ?].
À la suite de l'érosion de la légitimité des interventions descendantes et unilatérales, les pouvoirs publics se sont largement inspirés des préconisations de la nouvelle gestion publique pour promouvoir une action publique rénovée et plus efficace, notamment à l'hôpital.
Sur ce fondement, l'action publique est nourrie de trois principes : 
- l'efficacité de l'action publique dépend de la légitimité de ses acteurs;
- la mise en œuvre des politiques déterminées à un échelon national doit être contextualisée et adaptée aux identités et spécificités locales
- l'introduction de la gestion entrepreunariale constitue un gage d'efficacité de l'action publique.

## Questionnement de la gestion publique traditionnelle
L'idée de base de la nouvelle gestion publique est que les formes classiques d'organisation de l'État doivent être profondément repensées pour plusieurs raisons : 
- multiplication des missions de l'État : l'État-providence centralisé serait devenu « obèse et lourd », donc plus suffisamment efficace pour piloter l'administration face à un monde fortement évolutif, de plus en plus diversifié, et donc complexe ;
- extension démesurée et mal contrôlée des moyens : 
  - empilement des structures (le « mille-feuille administratif » : en France, superposition de l'échelon étatique, régional, départemental, inter-communal et communal) qui enchevêtre, dilue les responsabilités et finalement gêne ou retarde les décisions,
  - insuffisante culture de programmation et d'évaluation par les résultats : en France, application fréquente de la reconduction des services votés,
  - difficulté à équilibrer les dépenses en regard de recettes fluctuantes, quand la conjoncture économique générale se dégrade : impact des crises économiques comme en 1973, 1993 ou en 2008,
  - controverse récurrente à propos des avantages/inconvénients du statut et de la gestion de la fonction publique « à la française »,
  - effets désastreux du clientélisme électoral ou de l'économie souterraine dans les pays les moins rigoureux, illustré en particulier par les difficultés économiques et budgétaires de la Grèce ;
- la mondialisation des échanges commerciaux et financiers : les tendances poussant aux dérèglementations sont susceptibles de dégrader la compétitivité et l'attractivité des pays. D'où les pressions adressées aux  États pour réformer leur administration, offrir de meilleures conditions de production et de consommation et attirer/retenir sur leur territoire le capital et la main d'œuvre qualifiée.

## Les «nouvelles» orientations de la gestion publique

### Les principes de base
La nouvelle gestion publique nie — ou en tout cas minimise — toute différence de nature entre « secteur public/gestion publique » et « secteur privé/gestion privée ».[réf. nécessaire]

#### L'Échelon des clients et usagers
Les citoyens sont considérés comme des consommateurs de services publics pour lesquels l'État doit rendre le meilleur service au moindre coût. La relation et la prestation doivent reposer sur la liberté de choix : Il ne s'agit pas d'imposer directement une prestation standardisée.
Dans la mesure du possible, les usagers se voient attribuer les moyens financiers et informationnels d'acquérir la prestation qu'ils souhaitent.[réf. nécessaire]

#### L'Échelon central
Selon l'expression d'Osborne et Gaebler, les pouvoirs publics doivent « moins se préoccuper de ramer que de tenir le gouvernail ».
En application du principe de subsidiarité, l'État régalien se concentre sur le pilotage de l'action publique. Ses prérogatives doivent se limiter à la fixation des priorités collectives, à la formulation des missions et au ménagement des ressources financières ; l'État n'a plus à s'investir dans les détails de leur réalisation car le niveau de l'exécution est délégué par lui à des entités autonomes.
Ce transfert est censé assurer une exécution plus efficace et/ou plus efficiente (à moindre coût) que la sienne.

#### L'Échelon des services
Les services administratifs chargés de la réalisation opérationnelle des politiques ont besoin de disposer d'une liberté suffisante dans l'affectation des ressources à leur disposition (dotation budgétaire par enveloppes).
La nouvelle gestion publique prône donc l'application au secteur public de méthodes de gestion issues du secteur privé.
Pour ce faire, il convient :
- d'introduire dans la gestion des affaires publiques des méthodes de décision et de gestion reposant sur une « approche de marché », censée être plus efficace que les approches de programmation ou la planification lorsque celles-ci reposent sur une trop stricte vision « a priori » ou « top-down » ;
- de renouveler  la gestion traditionnelle des processus bureaucratiques, en s'inspirant des techniques d'amélioration continue telles que l'assurance qualité, la recherche du zéro défaut.

### Les formulations
Selon Matthias Finger, la nouvelle gestion publique est caractérisée par cinq processus de transformation :
- distanciation, autonomisation ou désenchevêtrement de l'administration vis-à-vis de la politique traditionnelle ;
- rapprochement de l'administration vis-à-vis du citoyen, qui de ce fait devient également client ;
- dynamisation et de transformation organisationnelle de l'administration ;
- déconcentration ;
- orientation plus grande vers les résultats.

Pour François-Xavier Merrien, la mise en œuvre de la nouvelle gestion publique dans le monde s'est articulée autour des réformes organisationnelles suivantes :
- création de marché ou quasi-marché pour les secteurs autrefois considérés comme biens publics ;
- séparation entre le décideur et l'exécutant. Le politique fixe les objectifs, les organisations publiques cherchent librement à les atteindre ;
- déconcentration de l'État, grâce à la création d'agences publiques sous contrat avec l'État ;
- remplacement des procédures hiérarchisées par des procédures contractuelles ou semi-contractuelles (fixation d'objectifs, contrats de prestation) ;
- les agences publiques sont mises en concurrences entre elles ou avec des agences privées pour la fourniture des services au pouvoir politique central ;
- les agences sont responsables de leur gestion face à l'État et aux citoyens. Elles sont évaluées en permanence à l'aide d'indicateurs de gestion ;
- les employés des agences cessent d'être des fonctionnaires statutaires. Ils sont évalués et rémunérés au mérite plutôt qu'à l'ancienneté. Les méthodes de gestion de ressources humaines s'inspirent très largement de celles du secteur privé ;
- les usagers du service public deviennent des clients qui payent un service (par leurs impôts ou le paiement de droits d'accès). Ils peuvent mettre en concurrence le secteur public et le secteur privé pour la fourniture de certains services.

### Mise en œuvre
La nouvelle gestion publique a très largement inspiré les réformes de l'État au Royaume-Uni (programme « Next steps » de 1988), en Nouvelle-Zélande ou en Suède.
Les programmes menés dans certains pays ont conduit à la réalisation d'économies, importantes notamment dans la gestion des activités les moins qualifiées : enlèvements des ordures, nettoyage, entretien des bâtiments…

## Limites et critiques
La mise en œuvre de la nouvelle gestion publique a fourni quelques constats :

### Différences entre secteurs public et privé
Des différences fondamentales demeurent entre secteur public et secteur privé :
- le secteur public, en démocratie, pose une fin qui est claire : gouverner par le peuple et pour le peuple. Alors que le secteur privé, pose une autre fin, celle du profit.
- les missions de service public se définissent en termes politiques et non en termes entrepreneuriaux ;
- le service public parait plus apte à viser l'intérêt général et le secteur privé des intérêts d'ordre plus spécifique ;
- la responsabilité d'un service public face au gouvernement ou aux citoyens est différente de la responsabilité d'un dirigeant d'entreprise face à ses actionnaires qui attendent des profits sans toujours fixer les missions à poursuivre de manière très précise ;
- les services publics ne choisissent pas leur clientèle : tous les citoyens-clients doivent être satisfaits. Alors que les entreprises privées peuvent sélectionner — sinon discriminer — certains segments du marché.

### Les résistances et limites
Dans les États ayant des organisations très anciennes, ces organisations ont développé des résistances historiques spécifiques qu'il est difficile de contourner. Par exemple, logiquement, de nombreux pays prévoient un droit différent (le droit public) pour répondre aux besoins spécifiques (intérêt général) de leur administration, dans d'autres, où les syndicats de la fonction publique sont forts, il existe des compromis historiques entre technocrates et fonctionnaires au détriment des intérêts à court terme des grands groupes.
Il existe également une forte résistance au changement dans les administrations liée à leur organisation bureaucratique et à leur protection vis-à-vis des appétits marchands (monopoles ou cartels).

### Controverses sur les effets obtenus
Le débat reste ouvert concernant la « nouvelle gestion publique » :
La pertinence des orientations a été contestée et les applications faites ont soulevé des difficultés, sinon provoqué des effets pervers inattendus :
l'application de la nouvelle gestion publique n'a pas eu que des effets bénéfiques — voire certaines fois désastreux — sur la performance de l'administration : les économies ne sont pas toujours au rendez-vous et/ou ont pu être accompagnées d'une dégradation du service rendu[réf. à confirmer].

À l'usage, certains effets négatifs inattendus ont pu apparaître et les analystes pointent les éléments suivants :

#### Au niveau global
- la capacité du pouvoir central à coordonner et à planifier l'action publique peut être réduite au-delà du souhaitable : La conception d'un État minimaliste peut être rapprochée de celle de l'État-gendarme cher aux économistes libéraux et classiques ;
- l'intention de marchandisation à grande échelle — voire de démantèlement du service public — a été prêtée aux promoteurs de « la nouvelle gestion publique » ;
- le coût réel final du changement (études, coûts directs et indirects de la réorganisation) se révèle parfois être supérieur aux économies générées ;
- l'absence de fiabilité des indicateurs de pilotage retenus dans le cadre du « nouveau management » peut entraîner des biais importants : les services ou agences concentrent leurs efforts sur la production des données statistiques attendues au détriment de l'action concrète et de l'évaluation réelle des résultats. D'où des phénomènes de résistance possible parmi les agents. Un exemple typique en est fourni, en France, par la politique de sécurité suivie depuis 2002[7] ;
- l’équité n'est pas toujours garantie : les inéquités de traitement — même ciblées par les réformes — n'ont pas disparu ;
- la nouvelle gestion repose sur un présupposé hautement discutable : l'idée que les mécanismes de marché apportent toujours la solution optimale. Les travaux de nombreux économistes (comme : Oliver Williamson) montrent que le marché n'est pas toujours la solution la plus efficiente.

#### Dans les services ou agences
- perte d'expertise pour les services sous-traités, qui provoque à terme une réduction de la capacité d'adaptation de l'organisation (cas de l'informatique par exemple) ;
- mauvaise mise en œuvre organisationnelle constatée dans certaines administrations, qui renforce la résistance au changement du personnel et jette le discrédit sur les projets de réorganisation ;
- les agences :
  - deviennent de plus en plus autonomes et ont tendance à échapper aux directives du pouvoir politique,
  - du fait de leur spécialisation, sont incapables de faire face aux problèmes nouveaux ou transverses qui dépassent leur mandat (bien que ce problème concerne de façon similaire les administrations centrales),
  - privilégient leur efficience interne, parfois au détriment des besoins de la société.

## Inspiration
Selon l'historien Johann Chapoutot, qui l'affirme dans son essai Libres d'obéir, la nouvelle gestion publique prendrait en partie son inspiration dans un ouvrage Das tägliche Brot des management publié en 1978 de Reinhard Höhn, ancien cadre nazi. Il trouverait son origine en Allemagne à l’époque du Troisième Reich. En effet, l’organisation administrative en agences chargées d’une politique publique précise est une invention de Reinhard Höhn, premier adjoint de Reinhard Heydrich, chef du Sicherheitsdienst (SD), service de renseignement de la  Schutzstaffel (SS). La création des Anstalten (agences) correspondait à la volonté de réformer l’État, institution jugée trop statique, pour convertir l’Administration au vitalisme national-socialiste : « De même que le NSDAP est moins parti que mouvement, de même l’État « ne doit pas se scléroser, mais demeurer toujours et partout ouvert aux mouvements de la vie » ». Hans Franck va plus loin : « L'État est un moyen en vue d’une fin », répète-t-il à la suite de Adolf Hitler et de Frick. Mais il ajoute : « Il est une agence (anstalt) au service du peuple. » Reinhard Höhn, qui sera après 1945 l’un des pères du Management, « se fait dès les années 1930 le théoricien de cette conception déconcentrée, mobile et ad hoc de l’État, fractionné en agences labiles et souples, aussi dynamiques et actives que l’État était inerte, tout embarrassé de sa compacité statique ». La première Anstalt créée par le Troisième Reich a été chargée de l'Aktion T4 d'extermination des personnes handicapées en Allemagne.
A contrario, Marcel Guenoun qui regrette que Johann Chapoutot « ne tienne pas compte des nombreux travaux socio-historiques sur le développement des idées managériales publiques en Allemagne », consteste que l'Allemagne nazie et notamment Reinhard Höhn ait été le précurseur de la Nouvelle Gestion publique (New Public Management). Sur ces sujets, l’ouvrage contient, selon Marcel Guenoun, de nombreuses approximations et ses assertions « sont en opposition parfois frontale avec les travaux disponibles en sciences administratives et en gestion publique ». Marcel Guenoun soutient qu’« en théorie comme en en pratique, les agences contemporaines ne viennent pas d’Allemagne, mais du monde anglo-saxon, via la théorie économique des coûts de transaction et de l’agence ». Selon lui, les conceptualisations de l’agence par les nazis sont très différentes de celles mises en avant par Michael Jensen et William Meckling.

## Mises en œuvre dans le monde

### En France
Deux séries d’évènements préparent l’introduction de la NGP en France au milieu des années 1990. Il s'agit d'une remise en cause intellectuelle de l'État-providence qui précède des difficultés macroéconomiques fortes pesant sur les finances publiques :
- la critique de l’idée même d'Etat-providence se développe à partir du début des années 1980[12] en raison de trois facteurs : d'une part la crise économique due au deuxième choc pétrolier, d'autre part une crise de son efficacité manifestée par l'augmentation du chômage et la faiblesse de la mobilité sociale, enfin une crise de légitimité des mécanismes de solidarité nationale qu’il est censé garantir ;
- ce sont surtout des considérations macroéconomiques qui conduisent à l’adoption de la NGP par l’Etat : l'effondrement du Dow Jones et les crises des caisses d’épargne américaines en 1987, la réunification de l’Allemagne en 1989-90, la première guerre d’Irak de 1990-91 et ses répercussion sur le prix du pétrole, la sortie de la Grande-Bretagne et de l’Italie du système monétaire européen (SME) en 1992 et, enfin, la crise bancaire française provoquée par des actifs douteux sur le marché immobilier en 1992-95. Une véritable récession économique frappe la France en 1993, avec une diminution dans l’année de 0,6 % du produit intérieur brut (PIB), qui a provoqué une contraction significative des ressources fiscales et des cotisations sociales.

En novembre 1993, le premier ministre Edouard Balladur commandite une étude sur la réforme de l'Etat, avec trois objectifs : revoir les responsabilités que doit exercer l’État, faire des propositions de réforme des Administrations pour qu’elles exercent mieux leurs missions et, enfin, optimiser l’emploi des fonds publics. La rédaction de ce rapport est confiée à un groupe de hauts-fonctionnaires du Conseil d’Etat, de l'Inspection générale des finances (IGF) et de la Cour des comptes sous la présidence de Jean Picq, conseiller-maître au sein de cette dernière. Le rapport Picq est rendu au début de l'année 1994. Conformément à la commande du gouvernement, il propose une nouvelle définition des activités de l'Etat assortie d'une nouvelle méthode de gouvernement :
- nouvelle définition : distinguer les responsabilités de souveraineté de celles susceptibles d’être partagées avec le secteur privé. Les premières concernent la justice, la sécurité et la promotion des intérêts français dans le monde. Les secondes identifient comme susceptibles d’être confiés au secteur privé l’éducation, la formation, la culture, la communication, la recherche scientifique et technique, l’harmonie du territoire, la cohésion sociale et le développement de l’économie ;
- nouvelle méthode de gouvernement : diriger plus fermement l’État, déléguer la responsabilité de l’action publique à des agences, réformer la gestion des ressources humaines dans les Administrations et maîtriser la dépense publique.

Les premières applications de la NGP apparaissent avec les « ordonnances Juppé » d'avril 1996 qui réformant la sécurité sociale et le secteur sanitaire. La loi organique n° 2001-692 du 1er août 2001 relative aux lois de finances (« LOLF ») portée par Lionel Jospin, la révision générale des politiques publiques (RGPP) de Nicolas Sarkozy en 2007, la modernisation de l’action publique (MAP) de François Hollande, le projet « Action publique 2022 » engagé en 2017 par Emmanuel Macron poursuivent l’œuvre engagée, s’accompagnant de profondes modifications du droit de la fonction publique.

## Sources

### Documents
- François-Xavier Merrien, Nouvelle gestion publique : un concept mythique, vol. no 41, coll. « Lien social et Politiques » (lire en ligne [PDF])
- OCDE, Revue de l’OCDE sur la gestion budgétaire (lire en ligne [PDF])
- Université de Genève, Nouvelle gestion publique, chances et limites d'une réforme de l'administration, 1997 (lire en ligne [PDF])
- Denys Lamarzelle, Le management public en Europe, coll. « Europa », 2008 (lire en ligne)
- Laurent BONELLI et Willy Pelletier, L'État démantelé. Enquête sur une contre-révolution silencieuse, coll. « Cahiers libres, la découverte », 2010
- Marie-Christine Steckel, La performance publique en France : Un jeu d’influences croisées entre le national et le local, vol. 6, coll. « Revue Gestion et Finances publiques », juin 2010, p. 420-423
- Christophe Favoreu et Marie-Christine Steckel, Le paradoxe du modèle nordique de performance publique : La construction d’un modèle en déconstruction, vol. 7, coll. « Revue Gestion et Finances publiques », juillet 2010, p. 517-520
- L’État démantelé, 27 juin 2009 [présentation en ligne]
- Olivier Poinsot, "Action sociale et médico-sociale et nouvelle gestion publique", RDSS n° 2023/4, p. 727-736